# Fabian Ax Swartz
Fabian Ax Swartz (* 12. Februar 2004) ist ein schwedischer Skirennläufer. Er startet hauptsächlich in den technischen Disziplinen Riesenslalom und Slalom.

## Karriere
Ax Swartz gab sein internationales Renndebüt am 15. Januar 2021 bei einem FIS-Riesenslalom in Suomo. Sein erstes internationales Großereignis bestritt er im März 2022 bei den Juniorenweltmeisterschaften in Panorama. Dort wurde er hinter dem Norweger Alexander Steen Olsen Vizeweltmeister im Slalom. Zum Abschluss der Saison 2022/23 wurde Ax Swartz erstmals schwedischer Meister im Slalom. 
Am 5. Juli 2023 wurde bekannt, dass Ax Swartz in Zukunft mit Skiern der Marke Van Deer starten werde. Am 18. November 2023 gab er sein Weltcupdebüt beim Slalom von Gurgl, wobei er jedoch im ersten Durchgang ausschied. Knapp einen Monat später, am 17. Dezember, erreichte er mit Rang 3 beim Slalom von Val di Fassa erstmals das Podest im Europacup.
Am 21. Januar 2024 gewann Ax Swartz seine ersten Weltcuppunkte, als er beim Slalom am Ganslernhang in Kitzbühel den 20. Platz belegte. Wenige Tage später folgte beim Europacupslalom von Gstaad sein erster Sieg im Europacup.
Bei den Juniorenweltmeisterschaften im französischen Département Haute-Savoie gewann Ax Swartz die Bronzemedaille im Riesenslalom. In der Alpinen Team Kombination verpasste er zusammen mit Emil Nyberg als Vierter nur knapp eine weitere Medaille.
Zu Saisonende wurde er hinter Adam Hofstedt schwedischer Vizemeister im Slalom und verpasste so knapp eine Titelverteidigung.
Sein bestes Ergebnis im Weltcup erreichte er am 23. Dezember 2024 beim Slalom von Alta Badia mit Rang 11. Im weiteren Saisonverlauf nahm Ax Swartz erstmals an Weltmeisterschaften teil. Bei den Wettkämpfen in Saalbach gewann er gemeinsam mit Estelle Alphand, Sara Hector, Kristoffer Jakobsen sowie William Hansson und Lisa Nyberg Bronze im Mannschaftswettbewerb.

## Privates
Sein Bruder Alexander Ax Swartz ist ebenfalls als Skirennläufer aktiv.

## Erfolge

### Weltmeisterschaften
- Saalbach 2025: 3. Mannschaftswettbewerb, 29. Riesenslalom

### Weltcup
- 4 Platzierungen unter den besten 30

### Juniorenweltmeisterschaften
- Panorama 2022: 2. Slalom, 8. Mannschaft, 17. Riesenslalom
- St. Anton 2023: 6. Slalom, 14. Riesenslalom
- Haute-Savoie 2024: 3. Riesenslalom, 4. Alpine Team Kombination, 6. Slalom
- Tarvis 2025: 3. Riesenslalom

### Europacup
- 6 Podestplätze, davon ein Sieg

| Datum           | Ort    | Land    | Disziplin |
| --------------- | ------ | ------- | --------- |
| 5. Februar 2024 | Gstaad | Schweiz | Slalom    |

### Nor-Am Cup
- Ein Sieg

| Datum            | Ort            | Land               | Disziplin |
| ---------------- | -------------- | ------------------ | --------- |
| 15. Februar 2022 | Burke Mountain | Vereinigte Staaten | Slalom    |

### South American Cup
- 2 Siege

| Datum           | Ort          | Land        | Disziplin    |
| --------------- | ------------ | ----------- | ------------ |
| 12. August 2025 | Cerro Castor | Argentinien | Riesenslalom |
| 14. August 2025 | Cerro Castor | Argentinien | Slalom       |

### Weitere Erfolge
- Schwedischer Meister im Riesenslalom 2025
- Schwedischer Meister im Slalom 2023
- Schwedischer Vizemeister im Slalom 2024
- 7 Siege bei FIS-Rennen